# チーズかまぼこ
チーズかまぼことは、チーズ入りの蒲鉾のことである。

## 概要
ドイツのチーズ入りソーセージ（ケーゼクライナー）にヒントを得て丸善の開発研究員村上清が考案。丸善が1968年に「おらが幸」の商品名で販売を開始する。同時期に学校給食として広まり、魚肉ソーセージのようにフィルムのケーシングに詰めた製品が一般化する。
以降は練りものメーカー、おつまみメーカー、駄菓子メーカーなどが参入。その多くは丸善と同じスティック状の製品である。
ヤマサ蒲鉾は2007年から一部店舗限定でチーズかまぼこを使用したアメリカンドッグ「さっちゃんのちぃかまどっぐ」を販売している。

## チーかまの商標
チーズかまぼこの略称として「チーかま」が一般的だが、丸善が商標を取得している。そのため、丸善は商品のパッケージなどで「チーかまと呼べるのは丸善だけ」とアピールしている。
丸善は「チーズの日」（11月11日）と「かまぼこの日」（11月15日）の中間に当たることから11月13日を「チーかまの日」と制定した。